# 香港學校朗誦節
香港學校朗誦節是香港學界的一個朗誦比賽，由香港學校音樂及朗誦協會舉辦，每年均有多間中學和小學參加。朗誦節自1948年開始舉辦，於每年11月至12月便會舉行比賽，第75屆在2023年舉辦。

## 類型
比賽分別有英文朗誦、中文朗誦等；小學組、中學組。